# アドリアン・フルティガー

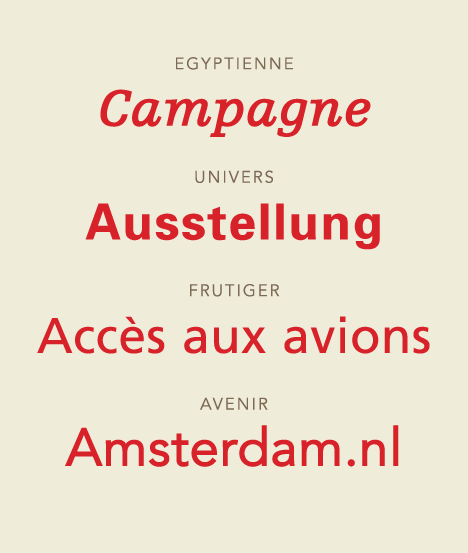

アドリアン・フルティガー（Adrian Frutiger, 1928年5月24日 - 2015年9月12日）はスイスの書体デザイナー・グラフィックデザイナー。多くの著名な書体をデザインするとともに、公共機関のサインシステムの設計なども手がけた。

## 若年期
フルティガーはスイスのアルプスの麓にあるインターラーケン近郊で、機織り職人の子として生まれた。子供の頃は、自分で様々な筆記体をつくったり、小学校の授業で習った筆記体を自分なりにつくり変えるなどして遊んでいた。その後、彫刻家を志望するも、父親や中学校の教師達の勧めにより、印刷の世界へ進むことになった。それでも、自らの書体デザインのもととなる彫刻への愛情を持ち続け、仕事の合間に多くの造形作品を制作していた。

## 青年期
高等学校を卒業後、18歳でインターラーケン近郊のオットー・シェフリー印刷所に見習い植字工として入所する。1948年に同印刷所で「トゥーン湖の教会」という小冊子の活字組版、木版彫刻、印刷までの全工程を担当し、その完成をもって見習い期間を修了した。それから1951年まで、チューリッヒ工芸専門学校（現在のチューリッヒ芸術大学）の授業に出席し、木版画、銅版画、彫刻、ドローイングを学ぶ。ローマ時代の碑文など、古典についての授業を受けるなかで、次第に製図用具を使わず、ペンと平筆だけを用いるカリグラフィーに傾倒していった。フルティガーは、卒業制作として発表した「木版に展開したラテン・アルファベットの発達史」を見たシャルル・ペイニョ社長により、パリの活字鋳造所、ドベルニ・エ・ペイニョ社に採用される。

## 仕事の概要
入社後、活字原字製作部に配属されると、まず古典的な活字をもとに機械式活字父型彫刻機のための新たなパターン原図を起こす仕事についた。その後、ペイニョ社長が資金を投入していたリヨンの関連会社、ルミタイプ社の写真植字機に向けて、既存の書体を翻刻する仕事も任された。
1952年頃、ドベルニ・エ・ペイニョ社において、金属活字と写真植字用活字の両方で使用できる古典的なローマン体を、新たに開発する計画が起こる。この書体のデザインを任されたフルティガーは、15世紀にニコラ・ジェンソンがデザインした活字をもとに、直線を用いず、ゆるやかな曲線によって構成された、自然で有機的な書体を完成させた。この書体はメリディエンと名づけられ、まず同社から金属活字として1954年に発売され、続いて1955年に写真植字用活字として発売された。フルティガーのデザインした書体で、最初に商業的に発表された書体は、1954年のプレジデントである。これはセリフの小さい大文字だけの見出し書体だった。同年にインフォーマルなスクリプト書体、ウンディーヌも発表された。1956年に、フルティガーは自身初のスラブセリフ書体となるエジプシャンを発表した。エジプシャンはクラレンドンをもとにしたスラブセリフ書体であり、初めて写真植字用に発注された新しい書体だった。
シャルル・ペイニョは、活字と写植の両方で使用できるような、統一感のある大きなファミリーフォントを追い求めていた。バウアー社によるフーツラ書体の成功を受け、ペイニョは新しい幾何学的なサンセリフの完成に力を入れた。フルティガーはフーツラの組織が気に入らず、新しいサンセリフはリアリスト（ネオ・グロテスク）に基づくべきだとペイニョを説得し、1896年の書体アクチデンツ・グロテスクが基本モデルとして選ばれた。21のバリエーションに統一感を持たせる為に、母型を作る前に、すべてのウエイトと横幅をローマン体とイタリック体で満足のいくまで手書きで直した。ユニバースでフルティガーは2桁のナンバリングシステムを導入した。最初の数字（3から8）はウェイトを示しており、3が最も細く、8が最も太い。2番目の数字は横幅とローマン体か斜体かを示している。ユニバースに対する世間の反応は素早く、そして前向きだった。フルティガーはユニバースが彼がその後作った全ての書体の基礎になったと語っている。ユニバースはセリファ（1967年）とグリファ（1977年）の基になっている。
1970年代初頭、パリ郊外のロワシーにシャルル・ド・ゴール国際空港を建設するにあたり、主任建築家のポール・アンドリューから、ド・ゴール空港独自の新しい書体をふくむ、空港内のサインシステムの設計を依頼された。概要には、遠方からおよび正面ではない角度からでも高い視認性を求めるとの内容があった。フルティガーはユニバースが最適だと思ったが、その考え方は1960年代を引きずる時代遅れかも知れないと思い直した。最終的に書体は、エリック・ギルのギル・サンやエドワード・ジョンストンによるロンドン地下鉄の書体、Roger ExcoffonのAntique Oliveなどのヒューマニスト・サンセリフによる影響を受け、有機的に調節されたユニバースの変化型となった。ロワシーと名付けられていたその書体は、1976年にマーゲンターラー・ライノタイプ社より一般向けにリリースされる際に、フルティガーと改名される。
1984年のフルティガーによる書体ヴェルサイユは、彼が初期に手掛けたPresidentに似たキャピタルを持つ、オールドスタイルのセリフ体である。ヴェルサイユではセリフは小さく象形文字的である。1988年、フルティガーはアヴェニールを完成させた。アヴェニールとはフランス語で未来を意味し、フツーラの印象を持ちつつ、ネオ・グロテスクに似た構造も併せ持っている。アヴェニールには一通りのウェイトが全て揃っている。1990年にフルティガーは、モーリス・フラー・ベントンのフランクリン・ゴシックとニュース・ゴシックに影響を受けたベクトラの開発を終える。完成した書体はエックスハイトが高く、小さなポイントでも読みやすいものとなった。
1990年代後半に、フルティガーはこれまでに開発したユニバース、フルティガー、アヴェニールといった書体を、現代の技術を使って洗練・発展させる作業に取り掛かった。ユニバースは63バリエーションとして再発表された。フルティガーはフルティガー・ネクストとして、イタリック体と数ウェイトを付け加えて再発表された。ライノタイブ社の小林章との共同作業により、フルティガーはアヴェニールにlightとheavyのウェイトを付け加え、更にコンデンスドを加えてファミリーの幅を広げた。この書体はアヴェニール・ネクストとしてリリースされた。
フルティガーのキャリアは、金属活字、写植、そしてデジタル・タイプセッティングというタイプの発達の時代を跨いでた。フルティガーは晩年、スイスのベルン近郊に住み、主として木版作りをしていた。

## その他の仕事
2003年にフルティガーはスイスの時計メーカーVenturaより限定版腕時計のデザインを委託された。彼は時計の文字盤用に新しい書体を作った。
フルティガーはまた、インドのアーメダバッドにある国立デザイン研究所のマークをデザインした。この研究所は元々National Design Instituteと名付けられていたが、フルティガーが図案化したNID（「National Institute of Design」の頭文字）のロゴに似合うようにと名前を改めた。

## 書体一覧
フルティガーは下記の書体をデザインした。
- メリディエン(Meridien, 1955)
- エジプシャン(Egyptienne, 1956)
- ユニバース(Univers, 1957)
- セリファ(Serifa, 1967)
- OCR-B(OCR-B, 1968)
- イリジウム(Iridium, 1975)
- フルティガー(Frutiger, 1975)
- グリファ(Glypha, 1979)
- アイコーン(Icone, 1980)
- ブリューゲル(Breughel, 1982)
- ヴェルサイユ(Versailles, 1982)
- ライノタイプ・センテニアル(Linotype Centennial, 1986)
- アヴェニール(Avenir, 1988)
- ベクトラ(Vectra, 1990)
- ライノタイプ・ディド(Linotype Didot, 1991)